# Nortorf
Nortorf (plattdeutsch: Noorddörp) ist eine Stadt nördlich von Neumünster in Schleswig-Holstein. Thienbüttel liegt im Gemeindegebiet.

## Geografie

### Lage
Das Gemeindegebiet der Stadt Nortorf erstreckt sich auf dem Rücken der schleswig-holsteinischen Geest im Landschaftsbereich der Haupteinheit Holsteinische Vorgeest (Nr. 698) zwischen den Naturparks Westensee und Aukrug. Auf einer Höhenlage von 20,12 m ü. NN befindet sich im Gemeindegebiet der Geografische Mittelpunkt Schleswig-Holsteins. Er liegt im Ortsbereich von Thienbüttel.

### Ortsteile
Die Stadtgemeinde Nortorf besteht siedlungsgeografisch aus zwei Ortslagen. Neben dem namenstiftenden Stadtkern liegt auch das Stadtteilgebiet Thienbüttel als weiterer Wohnplatz im Gemeindegebiet.

### Nachbargemeinden
Umliegende, das Gemeindegebiet von Nortorf direkt einfassende, Gemeindegebiete sind:
| Brammer   | Ellerdorf                                   | Eisendorf         |
| Bargstedt | Kompassrose, die auf Nachbargemeinden zeigt | Borgdorf-Seedorf  |
|           | Gnutz                                       | Schülp b. Nortorf |

### Klima
Im Bereich der Stadt Nortorf herrscht ein humides kühlgemäßigtes Übergangsklima zwischen maritimen und kontinentalen Einflüssen. Die Temperatur liegt im Jahresmittel bei 8,4 °C, es fallen 790 Millimeter Niederschlag pro Jahr. Trockenster Monat ist der Februar mit 43 Millimetern Niederschlagsmenge, niederschlagsreichster Monat ist der August mit 87 Millimetern. Die kälteste Monate sind Januar und Februar mit durchschnittlich 0,3 °C, wärmster Monat ist der Juli mit durchschnittlich 16,5 °C.
|                        | Jan  | Feb  | Mär | Apr  | Mai  | Jun  | Jul  | Aug  | Sep  | Okt  | Nov | Dez  |   |      |
| Mittl. Temperatur (°C) | 0,3  | 0,3  | 3,3 | 7,4  | 11,6 | 15,1 | 16,5 | 16,3 | 13,7 | 9,4  | 4,8 | 1,8  | ⌀ | 8,4  |
| Mittl. Tagesmax. (°C)  | 2,6  | 3,0  | 6,7 | 11,8 | 16,6 | 20,1 | 21,3 | 20,9 | 18,4 | 13,0 | 7,3 | 3,9  | ⌀ | 12,2 |
| Mittl. Tagesmin. (°C)  | −1,9 | −2,4 | 0,0 | 3,0  | 6,7  | 10,1 | 11,8 | 11,7 | 9,0  | 5,9  | 2,4 | −0,3 | ⌀ | 4,7  |
|                        |      |      |     |      |      |      |      |      |      |      |     |      |   |      |
| Niederschlag (mm)      | 64   | 43   | 50  | 47   | 56   | 70   | 80   | 87   | 76   | 69   | 76  | 72   | Σ | 790  |

| −1,9 |

| −2,4 |

| 0,0 |

| 3,0 |

| 6,7 |

| 10,1 |

| 11,8 |

| 11,7 |

| 9,0 |

| 5,9 |

| 2,4 |

| −0,3 |

| −1,9 |

| −2,4 |

| 0,0 |

| 3,0 |

| 6,7 |

| 10,1 |

| 11,8 |

| 11,7 |

| 9,0 |

| 5,9 |

| 2,4 |

| −0,3 |

| N i e d e r s c h l a g | 64  | 43  | 50  | 47  | 56  | 70  | 80  | 87  | 76  | 69  | 76  | 72  |
|                         | Jan | Feb | Mär | Apr | Mai | Jun | Jul | Aug | Sep | Okt | Nov | Dez |

## Geschichte
Nortorf wurde bereits im 10. Jahrhundert urkundlich erwähnt. Eine erste Kapelle soll bereits unter Bischof Ansgar gegründet worden sein, vermutlich jedoch erst unter Heinrich dem Löwen. Angeblich besaß die Kirche Reliquien des namensgebenden Heiligen Martin von Tours, deren Diebstahl und Wiederauffindung in der Visio Godeschalci geschildert wird. Das Kirchengebäude wurde mehrmals durch Kriegseinwirkungen und Brände zerstört. Die heutige Kirche stammt von 1872.
Am 19. Juli 1909 wurde Nortorf durch ein neues Ortsstatut zur Stadt. Schon vor dem Ersten Weltkrieg gab es zwei Lederfabriken, ein Sägewerk, eine Bierbrauerei (Holsatia Brauerei AG) und eine Fleischwarenfabrik. Durch Bahnanschluss, Dampfkraft und expandierendes Gewerbe wurde Nortorf zu einem Industriestandort. Nach dem Zweiten Weltkrieg bekam Nortorf mit einer großen Schallplattenfabrik Teldec (Telefunken-Decca Schallplatten GmbH), die mehrere 100 Arbeitnehmer beschäftigte, seinen wichtigsten Gewerbebetrieb. Heute hat das Unterzentrum Nortorf besonders als Verwaltungs-, Schul-, Einkaufs- und Dienstleistungszentrum auch eine Bedeutung für 20 Gemeinden der näheren Umgebung.
Am 1. Januar 2007 trat die bis dahin amtsfreie Stadt dem Amt Nortorf-Land bei, dessen Name daraufhin in Amt Nortorfer Land geändert wurde. Letzter hauptamtlicher Bürgermeister der Stadt Nortorf war Hans-Helmut Köppe.
Postgeschichte
Am 1. Juli 1764 wurde in Nortorf eine Post eingerichtet. Johan Jacob Ritzius wurde zum Posthalter ernannt. Am Freitag jeder Woche fuhr die Postkutsche nachmittags nach Neumünster und musste nach drei Stunden am Ziel sein.

## Politik

### Bürgermeister
- 1945–1948: Wilhelm Techam (SPD)
- 1950–1959: Walter Luckmann (parteilos)
- 1964–1970: Helmut Greve (parteilos)
- 1970–1974: Herbert Schütt (SPD)
- 1974–1989: Karl-Arthur Jäger-Volk (CDU)
- 1989–1992: Jürgen Kanehl (SPD)
- 1992–2006: Hans-Helmut Köppe (parteilos)
- 2007–2008: Uwe Bestehorn (CDU)
- 2008–2009: Dirk Kühl (CDU)
- 2009–2018: Horst Krebs (CDU)
- seit 2018: Torben Ackermann (CDU)

### Stadtverordnetenversammlung
Die im Zuge der Kommunalwahlen in Schleswig-Holstein 2023 am 14. Mai erfolgte Gemeindewahl von Nortorf brachte folgendes Ergebnis:
- SPD: 5
- Grüne: 4
- FDP: 2
- CDU: 10

Die Wahlbeteiligung im Jahr 2023 lag bei 44,9 Prozent.

### Wappen
Blasonierung: „Geteilt und oben gespalten. Vorn in Silber ein blaues Zahnrad, hinten in Blau auf goldener Scholle ein Bündel von fünf goldenen Ähren und goldenen Blättern; unten in Rot auf golden gezäumtem silbernen Ross der silbern gekleidete heilige Martin mit Mitra und Schwert, darunter auf silbernem Boden sitzend ein silberner Bettler mit goldener Krücke.“

### Städtepartnerschaften
- Seit 1955 Patenschaft zu Wollin, einer Stadt in Hinterpommern, die im Zweiten Weltkrieg stark zerstört wurde.
- Seit 1989 Partnerschaft mit der Stadt Perstorp in Schweden.
- Seit 1988 besteht eine Schulpartnerschaft zwischen der Städtischen Realschule und dem Gymnasium der polnischen Stadt Brzesko.
- Seit 1988 besteht eine Schulpartnerschaft zwischen der Städtischen Realschule und dem St. Mary’s College in Hull/GB.

## Kultur und Sehenswürdigkeiten

### Kulturdenkmale
In der Liste der Kulturdenkmale in Nortorf stehen die in der Denkmalliste des Landes Schleswig-Holstein eingetragenen Kulturdenkmale.

### St.-Martin-Kirche

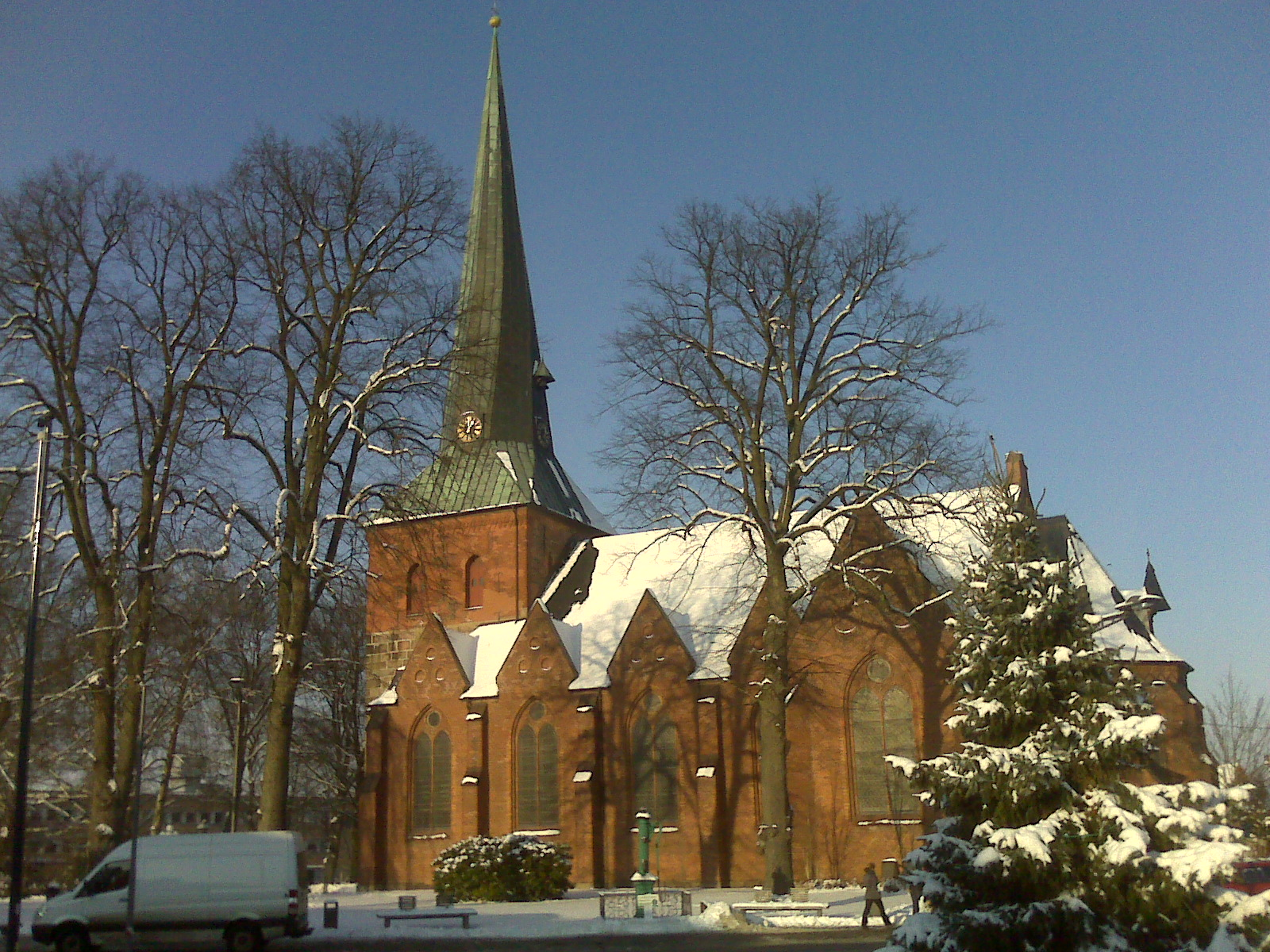
Die Kirche St. Martin

Im Stadtzentrum befindet sich die 1872 gebaute neugotische St.-Martin-Kirche.

### Geografischer Mittelpunkt Schleswig-Holsteins

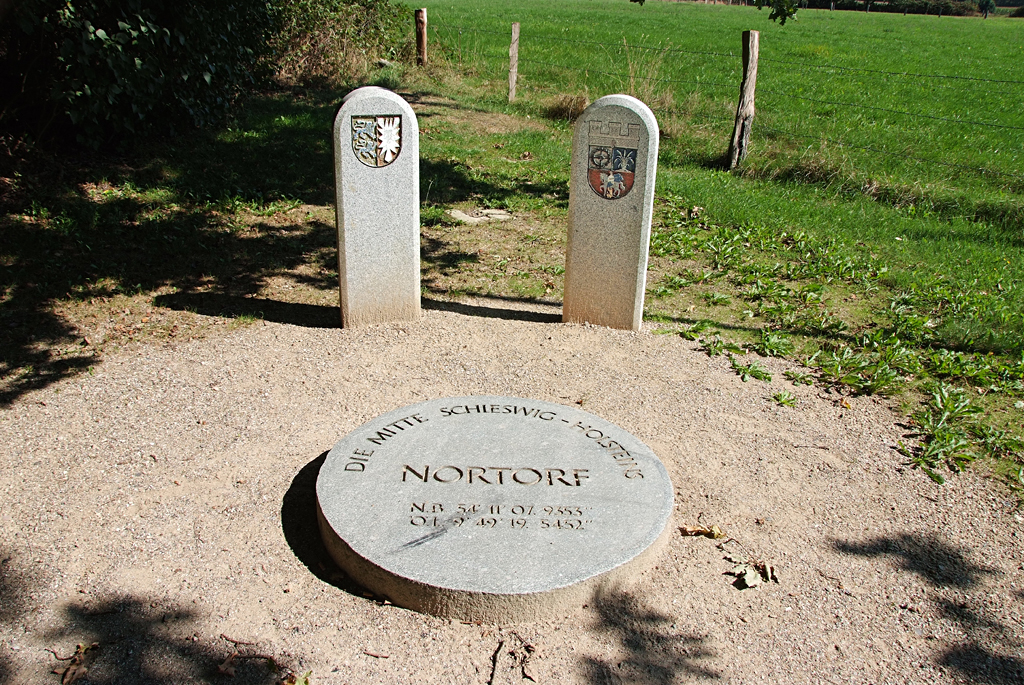
Markierung der „Mitte Schleswig-Holsteins“

Am westlichen Stadtrand von Nortorf, in Thienbüttel, befindet sich der geografische Mittelpunkt Schleswig-Holsteins.

### Stadtpark und Skulpturenpark

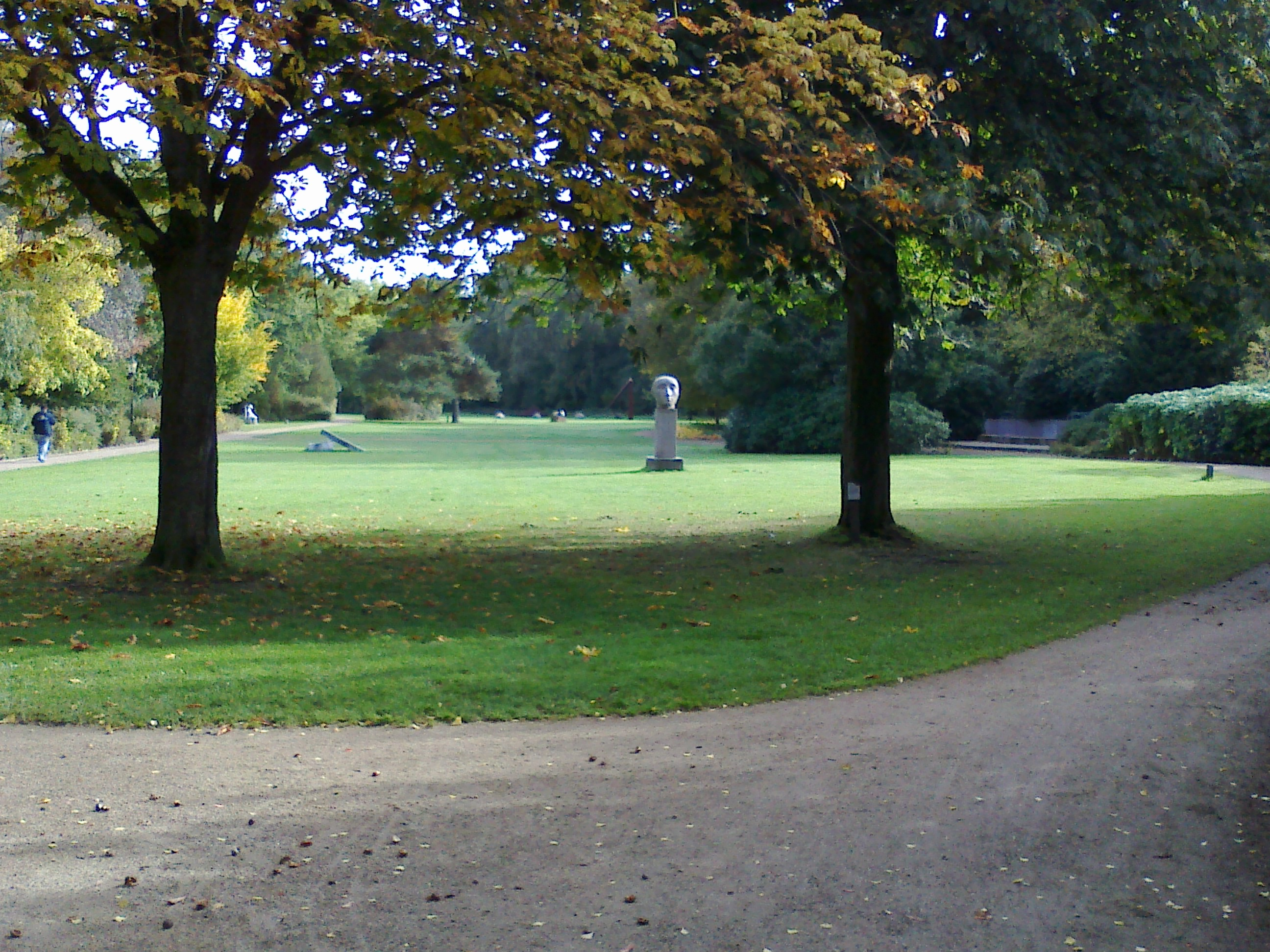
Skulpturenpark Nortorf

Nortorf besitzt seit 1953 in seinem östlichen Ortsteil einen Stadtpark, in dem sich seit 1987 der Skulpturenpark Nortorf mit bisher 22 Arbeiten schleswig-holsteinischer Bildhauer befindet.

### Deutsches Schallplattenmuseum
Das Deutsche Schallplattenmuseum im historischen Kesselhaus der TELDEC besitzt eine Sammlung zur Geschichte der Schallplattenherstellung. Zu sehen sind dort Teile von Schallplattenpressen, Filme zur Schallplatten- und Musikkassettenherstellung sowie einige tausend Tonträger von der Schellackplatte bis zur CD.

### Pfadfinder
In der Jugendarbeit für Nortorf und umliegenden Gemeinden ist der Verband Christlicher Pfadfinderinnen und Pfadfinder aktiv. Der Ortsverband bezeichnet sich als VCP Nortorf, Stamm von Acken.

## Wirtschaft und Infrastruktur

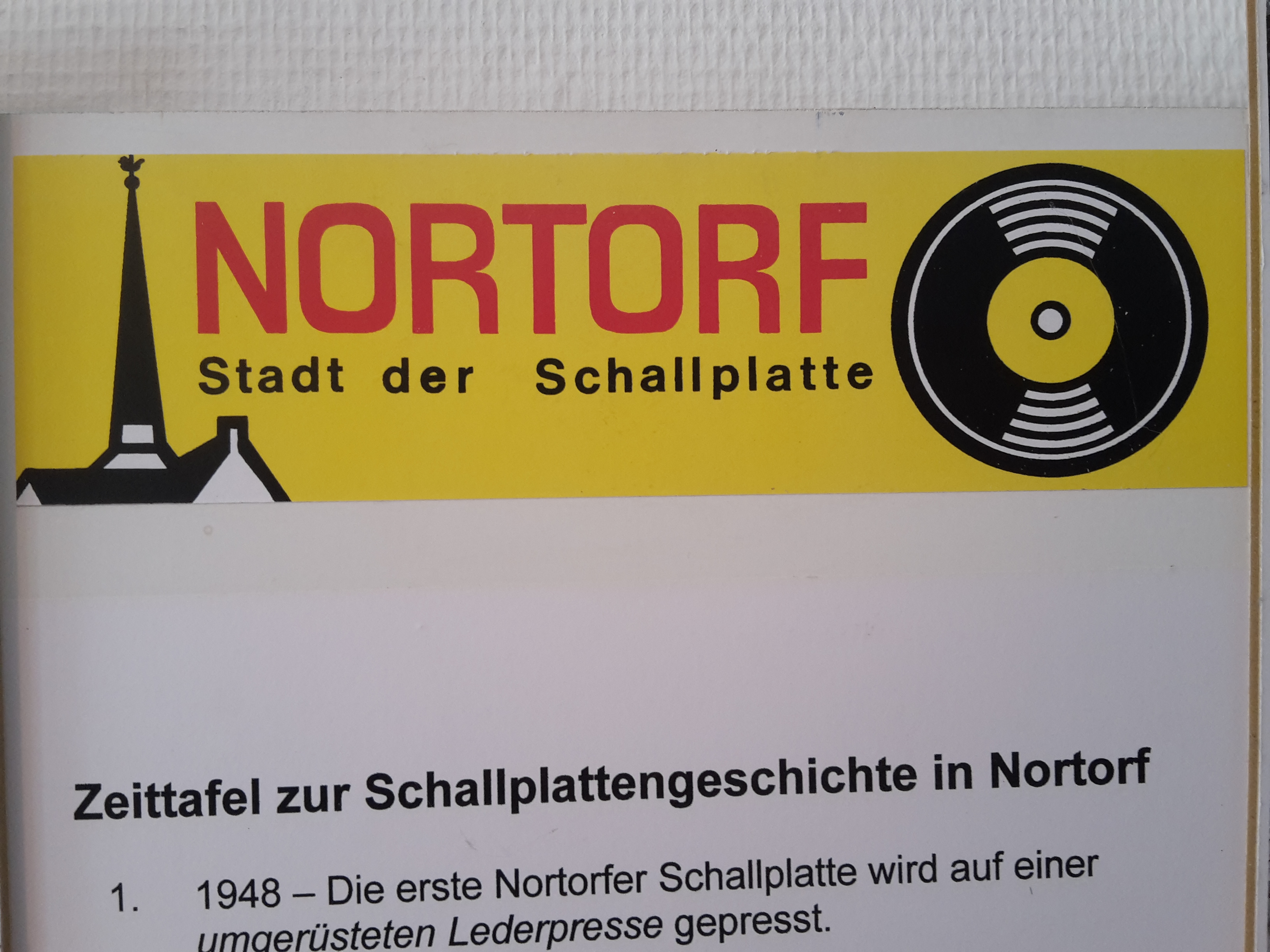
Nortorf – Stadt der Schallplatte

Nortorf als Unterzentrum versorgt im Wesentlichen den Bereich des Amtes mit ca. 12.000 Einwohnern mit den Gütern des täglichen und tlw. mittelfristigen Bedarfes. Um diese Funktion zu sichern wurden seit 1996 umfangreiche Stadterneuerungsmaßnahmen zur Verbesserung des Ortsbildes durchgeführt.

### Öffentliche Einrichtungen
Die Stadt ist Verwaltungssitz des Amtes Nortorfer Land.

### Bildung
In der Stadt gibt es eine Grundschule, eine Gemeinschaftsschule mit Oberstufe sowie ein Förderzentrum Geistige Entwicklung (Schule an den Eichen) und eine Volkshochschule. Im Rathaus befindet sich die Stadtbücherei.
Mit Beginn des Schuljahres 2008/2009 wurden die Real- und Hauptschule zu einer Gemeinschaftsschule zusammengeschlossen. Die bisherigen Schulformen der Real- und Hauptschule sind ausgelaufen. Seit dem 1. August 2014 hat die Gemeinschaftsschule eine Oberstufe.

### Unternehmen
1948 eröffnete die Telefunken Schallplatten GmbH in Nortorf eine Schallplatten-Produktion in einer ehemaligen Lederfabrik, mit deren ehemaliger Lederpresse Schallplatten hergestellt wurden. 1950 fusionierte das Unternehmen mit der britischen Decca und hieß dann Telefunken Decca Schallplatten GmbH, in der Kurzform Teldec. Mitte der 1960er Jahre beschäftigte das Werk rund 1000 Mitarbeiter. Hier wurden unter anderem Goldene Schallplatten für Peter Maffay („So bist du“, 1979) und Elvis Presley (1959, mit Gravierfehler Presly) hergestellt. Bis zur Schließung 1989 wurden rund 850 Millionen Schallplatten gepresst. Ein Teil der Exponate in dem im gleichen Jahr gegründeten Schallplattenmuseum stammt aus diesen Produktionsanlagen. Zu sehen sind rund 32.000 Schallplatten und verschiedene Abspielgeräte.
Die Discounter-Kette Aldi-Nord ist mit einer ihrer Regionalniederlassungen ansässig, zuzüglich eines großflächigen Zentrallagers. Ferner ist Nortorf Sitz der Markus-Stiftung der Erben von Theo Albrecht als auch der Jakobus-Stiftung und Lukas-Stiftung der Erbengemeinschaft vo. Berthold Albrecht, den jeweiligen Eignern von ALDI.

### Verkehr
Das Gemeindegebiet der Stadt Nortorf wird von insgesamt vier Landesstraßen durchzogen. Die schleswig-holsteinische Landesstraße 328 (L 328) bietet als südliche Ortsumgehung von Nortorf in östlicher Richtung Anschluss an die Bundesautobahn 7 an der Anschlussstelle Neumünster-Nord (Nr. 13), in westlicher Richtung an die Bundesstraße 77 bei Jevenstedt. In Nortorf kreuzen die L 121 (von Süden) und die L 125 (von Westen), die in den Hauptsiedlungbereich des Ortes führen. Aus diesem heraus in östlicher Richtung führt die L 49 zur Anschlussstelle Bordesholm an der A 7 (Nr.A 11).
Nortorf liegt an der Bahnstrecke Neumünster–Flensburg und hat Anschluss im Eisenbahnverkehr des Nahverkehrsverbunds Schleswig-Holstein. Anschluss ermöglicht der Regionalexpress 7 (RE 7) im Streckenabschnitt von Flensburg nach Hamburg.

## Religionen
In Nortorf gibt es zwei Kirchen: die evangelische Kirche St.-Martin, deren neugotischer Bau das Stadtzentrum optisch dominiert, und die katholische St.-Konrad-Kirche, die am Stadtpark liegt. Auch die neuapostolische Kirche besitzt in Nortorf ein Gotteshaus, das mittlerweile allerdings nicht mehr genutzt wird.

## Persönlichkeiten

### Söhne und Töchter der Stadt
- Wulf Rüdiger Brocke (* 1946) ist ein ehemaliger Hamburger und Lübecker Politiker (CDU). Er ist Autor von zwei Büchern über Nortorf.
- Martin Ehlers (1732–1800), Reformpädagoge und Professor für Philosophie an der Universität in Kiel
- Hartwig Franzen (1878–1923) war ein deutscher Chemiker.
- Kurt Hamer (1926–1991), gestorben in Nortorf, Politiker (SPD) und erster Vizepräsident des Landtages von Schleswig-Holstein
- Richard Hansen (1912–2001) war ein deutscher Gärtner und Gartenbauwissenschaftler. Er war ein Pionier der Sichtung von Zierpflanzen in Deutschland, insbesondere von Stauden.
- Sabine Kaack (* 1958), deutsche Schauspielerin
- Harboe Kardel (1893–1982), deutscher Autor
- Johanna Dorothea Albers, geb. Rathjen (1850–1939), Mutter des Schauspielers Hans Albers, kam in der Kirchhofstraße 2 zur Welt.
- Ferdinand Schröder (1892–1978), lutherischer Pfarrer und Oberkirchenrat
- Hans Sommer (1914–1987), Leiter der Bezirksvertretung Hamburg der Organisation Gehlen
- Oliver Stern (* 1953), deutscher Schlager-Countryinterpret, Komponist, Texter, Musikproduzent und Buchautor
- Heike Trinker, auch Heike Brentano; (* 1961) ist eine deutsche Schauspielerin.
- Manfred Wedemeyer (1931–2009) war ein deutscher Schriftsteller und Volkswirt.
- Hermann von Zülow (1806–1879), großherzoglich mecklenburgischer General der Infanterie.

### Mit Nortorf verbunden
- Joshua Bluhm (* 1994) ist ein deutscher Bobsportler und lebt in Nortorf.[17]
- Franz Bockel (1798–1879), begraben in Nortorf, war ein deutscher Autor.
- Günter Bongert (* 1953) war von 1980 bis 2014 Kirchenmusiker an der Nortorfer St. Martin-Kirche.[18]
- Hannes Drews (* 1982) ist ein deutscher Fußballtrainer, der seine Karriere beim TuS Nortorf begann.
- Paulus Egardus (1578/79–1655), Verfasser zahlreicher Erbauungsschriften, war 1610–1655 Pastor der Martinskirche.
- Bernd Heinemann (* 1952) ist ein deutscher Politiker (SPD). Er war bis 2022 Mitglied des Schleswig-Holsteinischen Landtages und war als Stadtjugendpfleger in Nortorf tätig.
- Thusnelda Kühl (1872–1935), (bürgerlich nach ihrer Heirat Thusnelda Petersen) war eine deutsche Schriftstellerin. Sie lebte von 1905 bis zu ihrem Tod in Nortorf und wurde auf dem Friedhof am Lohkamp beigesetzt.
- Samuel Meiger, auch Samuel Meigerius, Samuel Meier oder Samuel Meyer genannt (1532–1610), war ein deutscher Pastor, Autor, Herausgeber und Gelehrter.
- Maria Merta (* 1950) ist eine deutsche Politikerin (SPD). Sie war bürgerliches Mitglied, Stadtverordnete und stellvertretende Fraktionsvorsitzende in Nortorf.
- Peter Voß (1891–1979) war ein deutscher Schauspieler.
- Ulrich Burdack (* 1982) ist ein deutscher Opernsänger und lebt in Nortorf.

### Ehrenbürger
- Rudolf Beyer, erster Bürgermeister der Stadt (1908–1931)

### Ehemalige Ehrenbürger
- Adolf Hitler[19][20][21]
- Hinrich Lohse (NSDAP-Gauleiter in Schleswig-Holstein)[22]

Beiden wurde 2013 die Ehrenbürgerschaft nach längeren Diskussionen aberkannt.